# Lâu đài Bodzentyn

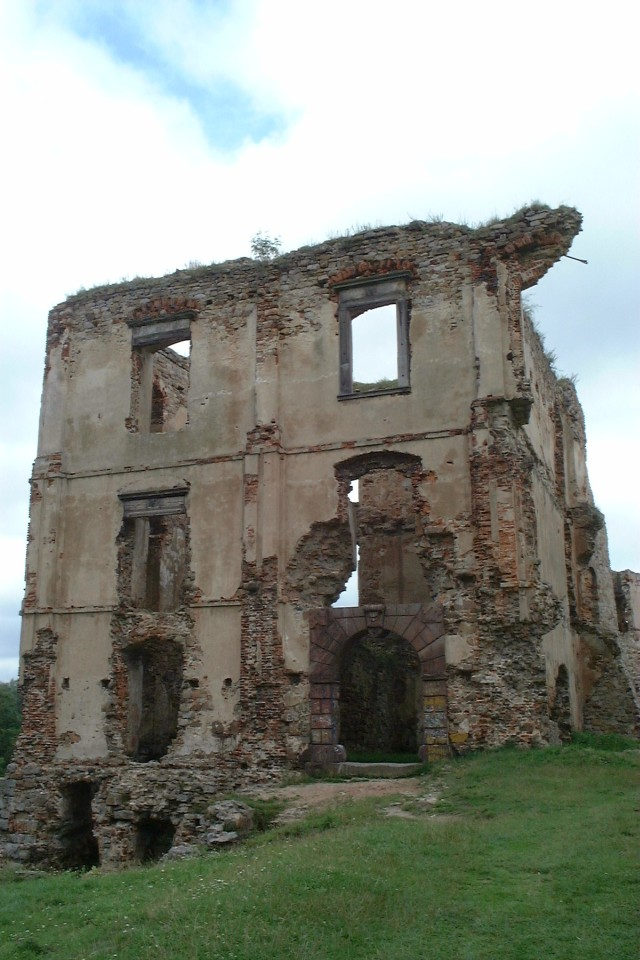
Di tích lâu đài Bodzentyn.

Lâu đài Bodzentyn (tiếng Ba Lan: Zamek w Bodzentynie) là một lâu đài đổ nát ở Bodzentyn, Ba Lan. Nó được xây dựng vào nửa sau của thế kỷ XIV.

## Lịch sử

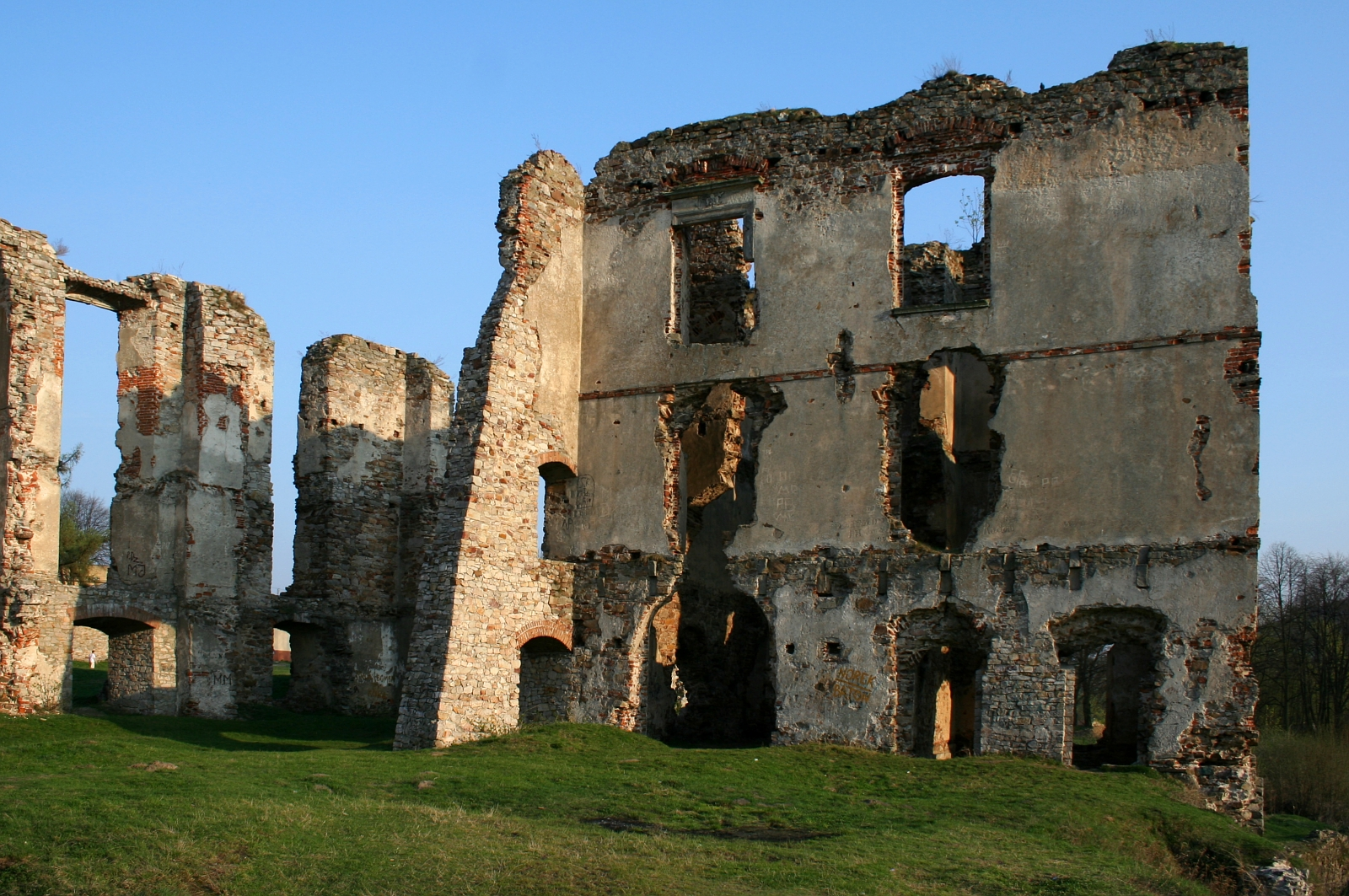

Vào đầu thế kỷ thứ XIV, Giám mục Kraków, Bodzanta, đã xây dựng một biệt thự bằng gỗ trên một ngọn đồi trên sông Psarką. Ngôi nhà trang viên này đã bị phá hủy khá nhanh chóng và sau đó là Giám mục của Kraków Florian Mokrski đã dựng lên một lâu đài bằng đá trên một ngọn đồi, bao quanh là một con hào. Một trong những sự kiện vĩ đại nhất trong lịch sử của lâu đài diễn ra vào năm 1410 khi vua Wladyslaw Jagiello đến thăm nó trong chuyến hành hương đến Holy Cross trước Trận Grunwald.
Thế kỷ XV và XVI là thời kỳ thịnh vượng chưa từng thấy của lâu đài. Nó được mở rộng sau trận hỏa hoạn lớn năm 1413 và vào cuối thế kỷ XV, Đức Hồng y Fryderyk Jagiellońchot đã thêm một cánh phía đông mới với các tòa tháp dân cư. Công việc xây dựng được tiếp tục trong thế kỷ thứ XVI bởi các giám mục kế tiếp Jan Konarski, Piotr Tomicki, Franciszek Krasniński và Piotr Myszkowski, những người dần dần đưa ra tất cả các nét đặc trưng của phong cách Phục hưng. Tất cả các hoạt động được dẫn dắt bởi kiến trúc sư người Ý, Jan Balcer.
Lần tái thiết đáng chú ý cuối cùng của lâu đài diễn ra giữa năm 1657 - 1691, dưới sự lãnh đạo của các giám mục Jakuba Zadzika, Piotr Gembicki, Piotr Tylicki, Marcin Szyszkowski, Andrzej Trzebicki và Jan Małachowski. Tòa nhà có hình dạng của Baroque, với sơ đồ hình móng ngựa. Nhà đầu tư cuối cùng ở nơi cư trú là vào nửa sau của thế kỷ thứ XVIII bởi Giám mục Cajetan Sołtyk, thuê kiến trúc sư nổi tiếng, Jakuba Fontanę.
Tầm quan trọng của lâu đài ở Bodzentyn bắt đầu suy giảm sau khi xây dựng cung điện ở Kielce. Năm 1789, nghị viện quyết định tiến hành quốc hữu hóa tài sản giám mục. Lâu đài đã được chuyển đổi thành một vựa lúa và một bệnh viện quân đội. Năm 1814, tòa nhà cuối cùng đã bị bỏ qua. Lâu đài thời trung cổ chủ yếu trở thành nguồn vật liệu xây dựng miễn phí cho người dân địa phương, do đó làm xói mòn di tích thành đống đổ nát. Chỉ trong năm 1902, tòa nhà đã được bảo vệ. Nhưng nó không bao giờ được xây dựng lại để vinh quang trước đây của nó.